# Colmars
Colmars, auch Colmars-les-Alpes genannt (Còumars in provenzalisch), ist eine französische Gemeinde mit 548 Einwohnern (Stand 1. Januar 2022) im Kanton Castellane im Département Alpes-de-Haute-Provence. Das Bergdorf liegt auf 1250 m am Haut Verdon, an der Südrampe des Col d’Allos und am Fuß des Col des Champs. Es besitzt eine gut erhaltene Ringmauer und zwei Festungen, die von Sébastien Le Prestre de Vauban gebaut wurden.

## Sehenswürdigkeiten
- Kirche Saint-Martin (Monument historique)[1]
- Befestigungsanlagen (Monument historique)[2]
- Brücke (Monument historique)[3]
- Brücke aus dem 18. Jahrhundert (Monument historique)[4]
- Wasserfall Cascade de la Lance[5]

## Fern- und Weitwanderwege
Colmars ist ein Etappenort am Fernwanderweg GR 52A, dem 'Sentier Panoramique du Mercantour'.

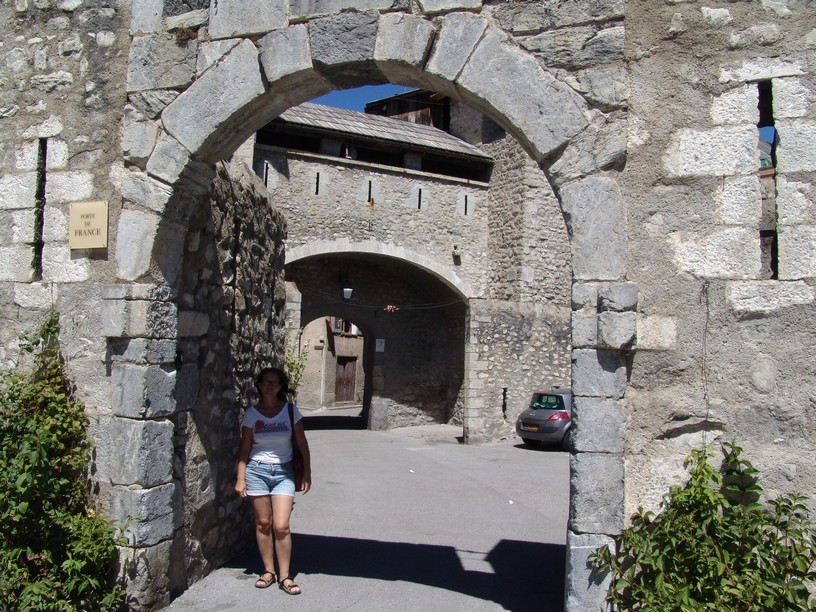
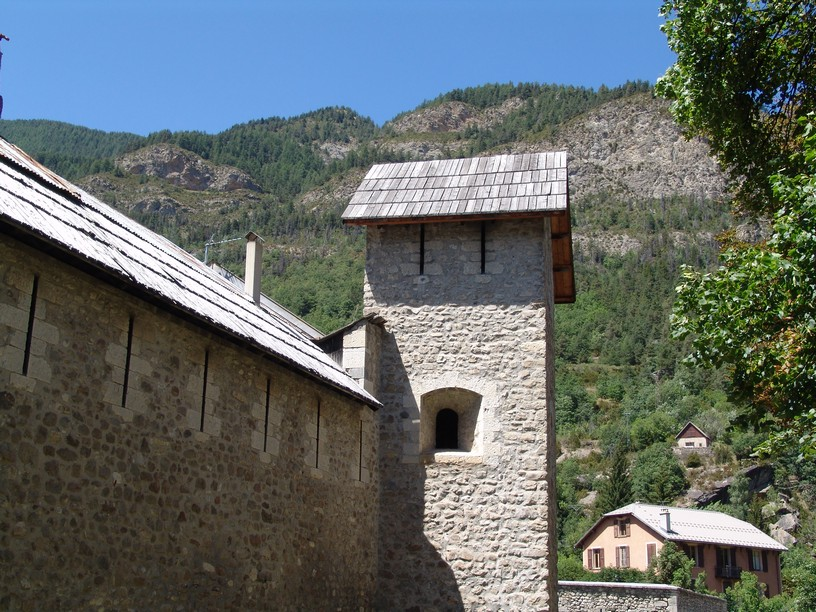
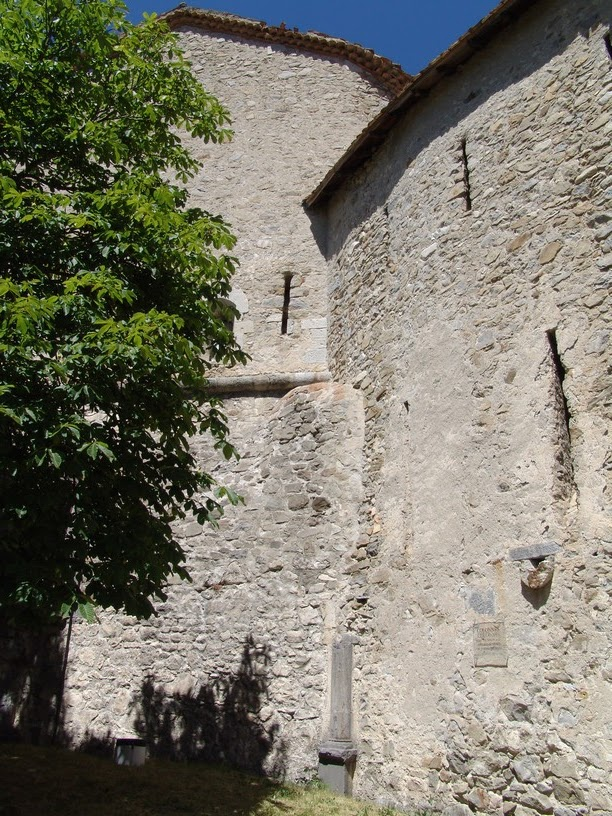
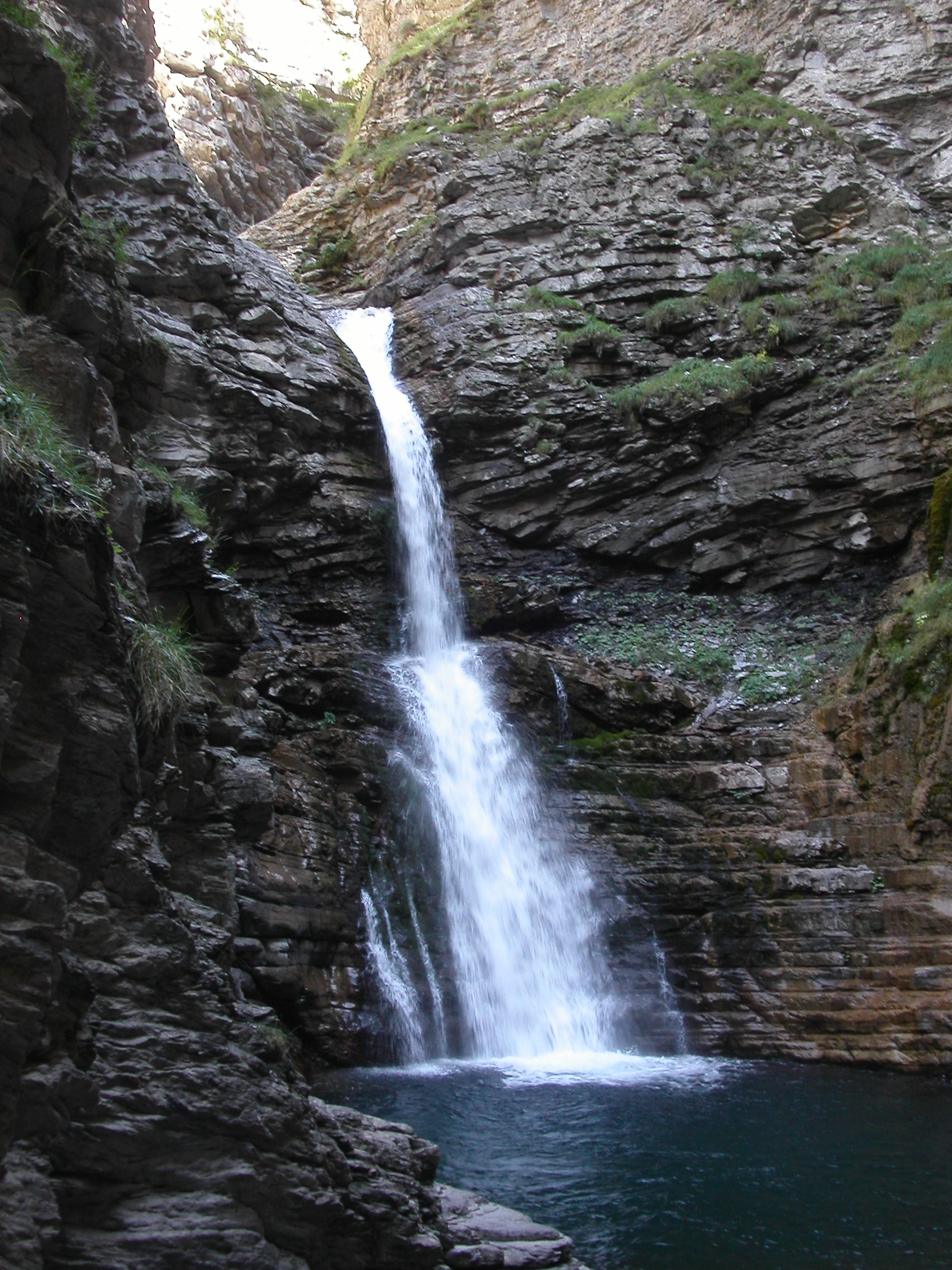